# Tetraulax
Tetraulax is een kevergeslacht uit de familie van de boktorren (Cerambycidae). De wetenschappelijke naam van het geslacht werd voor het eerst geldig gepubliceerd in 1903 door Jordan.

## Soorten
Tetraulax omvat de volgende soorten:
- Tetraulax affinis Breuning, 1938
- Tetraulax albofasciatus Breuning, 1935
- Tetraulax albolateralis Breuning, 1940
- Tetraulax albovittipennis Breuning, 1961
- Tetraulax gracilis Breuning, 1938
- Tetraulax junodi Breuning, 1950
- Tetraulax lateralis Jordan, 1903
- Tetraulax lateraloides Breuning, 1948
- Tetraulax maynei (Lepesme & Breuning, 1955)
- Tetraulax minor Breuning, 1958
- Tetraulax pictiventris (Chevrolat, 1857)
- Tetraulax rhodesianus Breuning, 1955
- Tetraulax rothi Lepesme & Breuning, 1955
- Tetraulax subunicolor Breuning, 1960
- Tetraulax unicolor Breuning, 1961